# Obersoultzbach

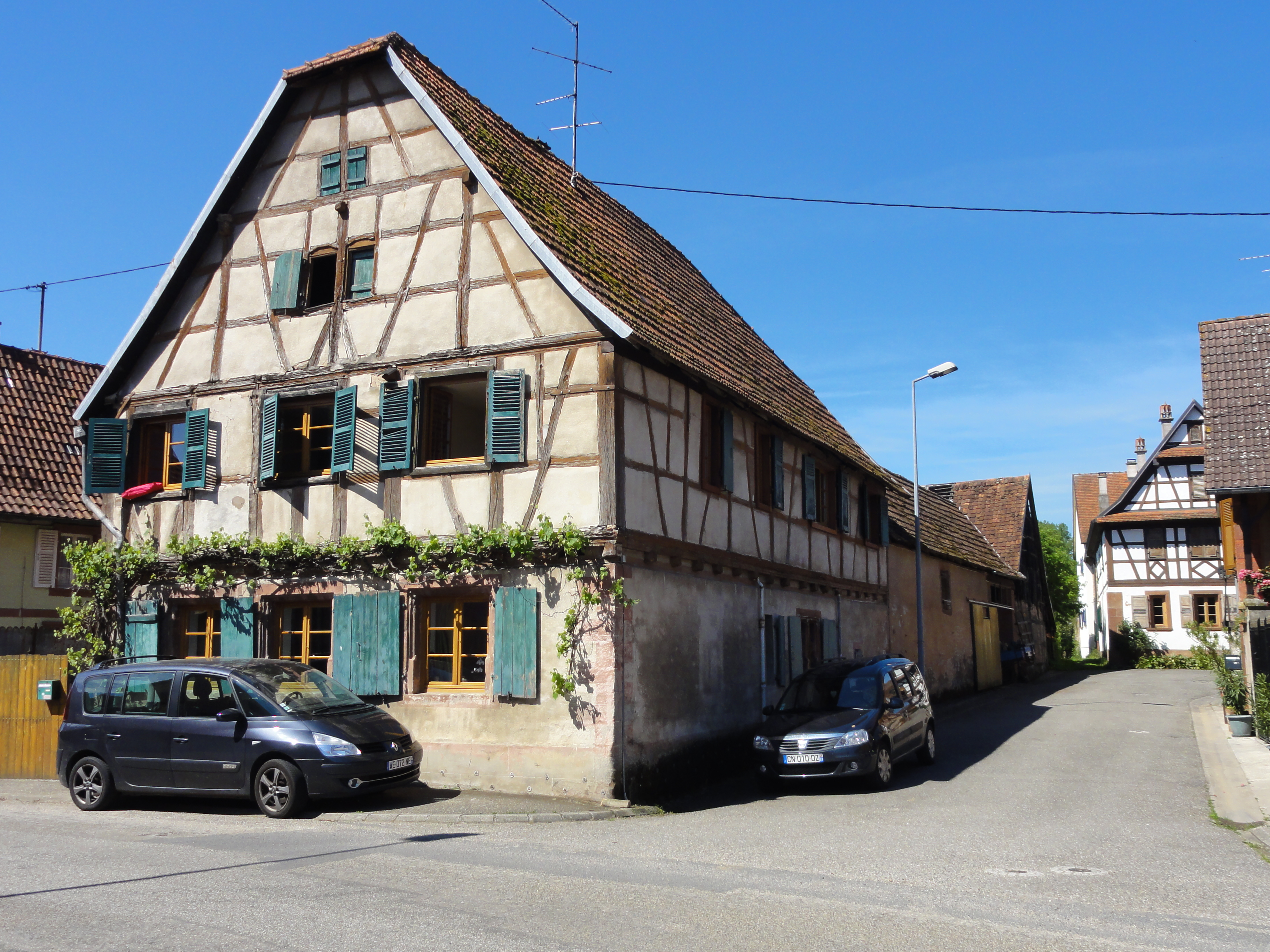
Haus Nr. 6

Obersoultzbach (deutsch Obersulzbach) ist eine französische Gemeinde mit 393 Einwohnern (Stand 1. Januar 2021) im Département Bas-Rhin in der Region Grand Est (bis 2015 Elsass).

## Geschichte

### Mittelalter
1213 wird der Ort unter dem Namen „Solzbach“ erstmals erwähnt. Das entsprechende Schreiben deutet darauf hin, dass der Ort damals zur Abtei Sturzelbronn gehörte.
Das Dorf Obersulzbach war ein Lehen des Bischofs von Metz an die Herren von Lichtenberg. Es gehörte im 13. Jahrhundert zunächst zum Amt Buchsweiler der Herrschaft Lichtenberg. Als dieses aufgrund verschiedener Erwerbungen zu umfangreich wurde, wurde daraus 1330 das Amt Ingweiler ausgegliedert. Auch das Dorf Obersulzbach kam zum Amt Ingweiler. Anlass dafür kann gewesen sein, dass es um 1330 zu einer ersten Landesteilung zwischen Johann II. von Lichtenberg, aus der älteren Linie des Hauses, und Ludwig III. von Lichtenberg kam. Dabei fiel Obersulzbach in den Teil des Besitzes, der künftig von der älteren Linie verwaltet wurde.
Nach dem Tod des letzten Lichtenbergers 1480, Graf Jakob, wurde die Herrschaft geteilt und das Amt Ingweiler fiel zunächst an Zweibrücken-Bitsch.

### Neuzeit
Allerdings kam es 1570 zu einem weiteren Erbfall, der das Amt Ingweiler nun zur Grafschaft Hanau-Lichtenberg brachte. Die Grafen von Hanau-Lichtenberg führten ab der Mitte des 16. Jahrhunderts die Reformation in ihrer Grafschaft ein, die nun lutherisch wurde.
1611 wurde in Obersulzbach ein „Tiergarten“ angelegt, eine Anlage, in der die Grafen von Hanau-Lichtenberg Jagdwild hielten. Im Dreißigjährigen Krieg kam es zu Zerstörungen in Obersulzbach. Durch die Reunionspolitik Frankreichs fielen um 1680 die im Elsass gelegenen Teile der Grafschaft Hanau-Lichtenberg unter die Oberhoheit Frankreichs, so auch das Amt Ingweiler und Obersulzbach.
1736 starb mit Graf Johann Reinhard III. der letzte männliche Vertreter des Hauses Hanau. Aufgrund der Ehe seiner einzigen Tochter, Charlotte (* 1700; † 1726), mit dem Erbprinzen Ludwig (VIII.) (* 1691; † 1768) von Hessen-Darmstadt fiel die Grafschaft Hanau-Lichtenberg nach dort. Als Folge der Französischen Revolution fiel dann der linksrheinische Teil der Grafschaft Hanau-Lichtenberg – und damit auch Obersulzbach – an Frankreich.

### Bevölkerungsentwicklung
| 1798 | 1962 | 1968 | 1975 | 1982 | 1990 | 1999 | 2006 | 2017 |
| ---- | ---- | ---- | ---- | ---- | ---- | ---- | ---- | ---- |
| 297  | 334  | 348  | 359  | 355  | 378  | 398  | 383  | 433  |

## Sehenswürdigkeiten
Die heute evangelische Kirche des Ortes stammt aus dem 14. Jahrhundert.